# Letis
Letis é um gênero de traça pertencente à família Erebidae. O gênero foi criado por Jacob Hübner em 1821.